# Le viol - Cronaca di uno stupro
Le viol - Cronaca di uno stupro (Le Viol) è un film per la televisione del 2017 diretto da Alain Tasma.
Il film, di produzione belga, è stato trasmesso nel 2017 in prima visione televisiva assoluta e il 14 giugno in Italia su Rete 4. Si tratta dell'adattamento del libro E lo stupro è diventato un crimine di Jean-Yves Le Naour e Catherine Valenti, sul caso di stupro Tonglet Castellano del 1974.
Viene trasmesso per la prima volta a giugno 2017 sulla RTS Un nella Svizzera francese. In Francia, è trasmesso a settembre 2017 in anteprima presso la Scuola nazionale della magistratura (ENM) a Bordeaux, molto prima, nello stesso mese, il Festival della fiction televisiva de La Rochelle in "fuori concorso", e in tv su France 3.

## Trama
Due turiste belghe vengono assalite e violentate da tre uomini in una baia della costa meridionale francese il 21 agosto 1974 a Marsiglia. Le due giovani donne belghe insieme alle loro tre avvocatesse, combattono insieme per portare i colpevoli davanti alla Corte d'Assise di Aix-en-Provence, per poterli processare e condannare.